# 서울삼육중학교
서울삼육중학교(서울三育中學校)는 경기도 구리시 교문동에 있는 사립 남녀공학 중학교이다. 학교법인 삼육학원 소속이다.

## 학교 연혁
- 1947.09.01 교육사업 재건 의지에 따라 -소, 중 신학 등 각급학교 개교 면목동 삼육학원에서 삼육중학교로 개교, 제 1대 교장으로 이재명 선교사 취임
- 1949.01.14 3년제 9학급 서울삼육중학교를 문교부가 인가함. (문보 제662호).
- 1949.07.21 서울삼육중학교 제 1회 졸업(36명)
- 1950.06.25 민족 상잔으로 임시 휴교
- 1951.01.14 제주도 성산포에서 임시개교
- 1952.11.01 서울 수복으로 청량리 1번지에서 개교함
- 1955.02.18 교지 『본향』을 창간함
- 1956.11.09 회기동에 새로 교사 건축 이전. 삼육중학교회 조직
- 1969.07.13 남양주 구리읍 교문리 산90번지 교사신축 기공
- 1969.11.24 서울삼육중학교를 서울삼육학교로 명칭 변경 (중학교 학력인정 지정학교로 인가)
- 1970.04.14 경기도 구리시 교문동 산90번지 현 교사로 이전
- 1970.04.15 새 학교에서 수업시작
- 1970.11.29 본교강당에서 신축교사 준공식 거행
- 1985.08.21 학급증설(학년당 4학급 계 12학급)
- 1987.10.28 학급증설(학년당 5학급 계 15학급)
- 1988.03.01 중학교 및 고등학교 학사분리
- 1989.02.17 중학교 신축교사 준공
- 1989.02.28 학급증설(학년당 6학급 계18학급
- 1997.02.13 교지 『 본향 』복간호 발행
- 1999.05.28 학교신문 『서울삼육학보』 창간호 발행
- 1999.05.30 본교 주관 제 1회 삼육영어 이야기대회 실시 (관내 초등학교 학생 대상)
- 1999.08.15 학교 인터넷 홈페이지 구축
- 2002.08.15 학교 인터넷 홈페이지 재 구축
- 2004.03.01 제17대 이용걸 교장 취임
- 2004.03.01 신입생 7학급으로 인가(총20학급)
- 2005.03.01 신입생 7학급으로 인가(총21학급)
- 2007.03.01 제18대 이계복 교장 취임
- 2009.09.01 제19대 강석순 교장 취임
- 2010.02.10 제63회 졸업식, 졸업생 241명(누계 10,912명)
- 2012.03.01 제20대 이봉길 교장 취임
- 2014.02.13 제67회 졸업식, 졸업생 232명(누계 11,873명)
- 2014.03.01 제21대 마상무 교장 취임
- 2016.03.01 서울삼육학교를 서울삼육중학교로 교명 변경
- 2016.09.01 제22대 박명석 교장 취임
- 2017.02.09 제70회 졸업식, 졸업생 260명(누계 12,636명)
- 2018.02.13 제71회 졸업식, 졸업생 246명(누계 12,882명)
- 2019.03.01 제23대 이승군 교장 취임
- 2021.09.28 제24대 김종섭 교장 취임
- 2024.09.03 제25대 전상훈 교장 취임